# ‘En Yehuda
‘En Yehuda (hebreiska: עין יהודה) är en källa i Israel.   Den ligger i distriktet Norra distriktet, i den nordöstra delen av landet.
Terrängen runt ‘En Yehuda är kuperad västerut, men österut är den platt. Terrängen runt ‘En Yehuda sluttar österut. Runt ‘En Yehuda är det ganska tätbefolkat, med 155 invånare per kvadratkilometer. Närmaste större samhälle är Bet She'an, 2,9 km norr om ‘En Yehuda. Trakten runt ‘En Yehuda består till största delen av jordbruksmark.